# Oleksandr Lochmančuk
Oleksandr Oleksandrovič Lochmančuk (in ucraino Oлександр Олександрович Лохманчук?; Kerč', 28 maggio 1973) è un ex cestista e allenatore di pallacanestro ucraino con cittadinanza austriaca.

## Carriera
Con l'Ucraina ha disputato due edizioni dei Campionati europei (1997, 2003).